# Dovhe Pole (okres Užhorod)
Dovhe Pole, česky také Dlouhé Pole, ukrajinsky Довге Поле, maďarsky Unghosszúmező, je obec v Baranynské územní komunitě, v okrese Užhorod, v Zakarpatské oblasti na západě Ukrajiny.

## Historie
Do uzavření Trianonské smlouvy byla obec součástí Uherska, poté byla součástí Československa. Od roku 1945 byla součástí Ukrajinské sovětské socialistické republiky, která byla součástí SSSR. Od roku 1991 je součástí nezávislé Ukrajiny.